# Territorio Indígena Cabecar Talamanca
Talamanca es uno de los territorios indígenas del pueblo cabécar de Costa Rica, fundado en 1985.

La lengua cabécar es la más hablada por la población, en un 80% (alcanza hasta el 96% en Chirripó). Los cabécar son la comunidad indígena costarricense más aislada y de más difícil acceso, por lo que también es una de las que más ha preservado su cultura, idioma y religión.

## Geografía
Abarca, sobre todo, la cuenca alta del río Coén y la media del río Telire. En esta región, se encuentra la población de San José Cabécar, centro espiritual de la comunidad cabécar, pues en este lugar residía el Usékla.

## Demografía
Para el censo de 2011, este territorio tiene una población total de 1435 habitantes, de los cuales 1408 habitantes (98,12%) son autoidentificados cómo de etnia indígena.